# Ozarba regia
Ozarba regia là một loài bướm đêm trong họ Noctuidae.